# Spisak filozofske terminologije
|  |  |  |  |  |  |  |  |  |  |  |  |  |  |  |  |  |  |  |  |  |  |  |  |  |  |  |  |  |  |

## A
- apriori
- a posteriori
- adekvatna spoznaja
- afekt
- agnosticizam
- akademija
- akcident
- aksiom
- alijenacija
- analitička filozofija
- analiza
- analogija
- antiteza
- antropologija
- apeiron (ἄπειρον)
- apsolut
- apsolutni duh
- apsolutni idealizam
- apstrakcija
- arhetip
- aristotelizam
- astronomija
- ataraksija
- ateizam
- atribut

## B
- biće
- bićevitost
- bitak
- Bog
- Brahman
- brahmanizam
- budizam

## Č
- činjenica
- čovjek
- čuvstvo

## 
- dedukcija
- definicija
- dekonstrukcija
- demijurg
- demonstrativna spoznaja
- determinizam
- diferencija
- dijalektika
- dijalektički materijalizam
- dijalog
- divizija
- dobro
- dogmatizam
- dokaz
- država
- dualizam
- duh
- duša

## E
- egzistencija
- egzistencijalizam
- eidetska redukcija
- eksperiment
- Elejska škola
- emanacija
- empiriokriticizam
- empirizam
- entelehija
- entitet
- epikureizam
- epistemologija
- esencija
- estetika
- etika
- evolucija
- ezoterija

## F
- fenomen
- fenomenologija
- filozofija
- filozofija egzistencije
- filozofija matematike
- filozofija povijesti
- filozofija prava
- filozofija prirode
- filozofija religije
- filozofija renesanse
- filozofske škole
- forma
- frankfurtska škola

## G
- generalizacija
- gnoseologija
- gnostici

## H
- harmonija
- hedonizam
- helenističko-rimsko razdoblje
- hereza
- hipoteza
- historijski materijalizam

## 
- idealizam
- ideja
- indukcija
- inicijacija
- inteligibilija
- intuitivna spoznaja
- istina

## J
- Svjesno ja
- Jastvo
- Jedno
- jednoboštvo (monoteizam)
- jest
- jestost
- jezik

## K
- Kapital (knjiga)
- kategorija
- kauzalnost
- komunizam
- kozmologija
- kozmopolitizam
- kozmopolit
- kredo (credo)
- kriterij
- kritički idealizam
- Kroton — antički grad u Južnoj Italiji u kojem je Pitagora osnovao pitagorejsku školu mišljenja

## 
- logički pozitivizam
- logika
- logos

## Lj
- ljepota
- ljubav (eros, filia)

## 
- madhyamaka
- mahayanski budizam
- maksima
- marksizam
- matematička logika
- materija
- materijalizam
- Megarsko-stoička škola
- mehanistički materijalizam
- metafizika
- metoda
- metodologija
- Miletska škola
- misao
- misterij
- mistika
- mitologija
- modus
- monade
- monizam
- monoteizam
- mudrost

## N
- nacija
- nacionalizam
- nalanda
- naturalizam
- neadekvatna spoznaja
- nebitak
- negacija
- negacija negacije
- neoplatonizam
- nihilizam
- nominalizam
- novovjekovna filozofija
- nus

## O
- objekt
- objektivni idealizam
- ontologija
- osjet
- otuđenje

## P
- panteizam
- participacija
- patristika
- pedagogija
- peripatetičari
- pesimizam
- pironizam
- pitagorejci
- Pitagorejsko bratstvo
- platonizam
- pluralizam
- počelo
- pojam
- posljedica
- posrednici
- postmodernizam
- postulat
- pozitivizam
- pragmatizam
- praksa
- pravo
- praznina
- premisa
- primarne kvalitete
- priroda
- promjena
- prosvjetiteljstvo
- psihologija

## R
- racio
- racionalizam
- realizam
- refleksija
- relativizam
- renesansna filozofija
- revizionizam
- riječ
- rod

## S
- samosvijest
- sanlunska škola
- sekundarne kvalitete
- senzualizam
- simpozij (simposion)
- sinteza
- skepticizam
- skolastika
- sociologija
- sofizam
- solipsizam
- specifikacija
- spekulacija
- spoznaja
- stoa
- stoicizam
- stvar po sebi
- stvarnost
- subjektivni idealizam
- sud (prosudba)
- sunyata
- supstancija
- svabhavata
- svemir
- svijest
- svrhovitost

## Š
- što
- šunyata šunya

## T
- tehnika
- teizam
- teleologija
- teodiceja
- teologija
- teorija
- teorija noviteta
- terminizam
- teza
- transcendencija
- transcedentalije
- transcendentalni idealizam
- transcendentno

## U
- um
- umjetnost
- univerzalije
- upaya (upaja)
- urođene ideje
- uzročnost
- uzrok

## V
- vrlina
- vrsta

## Z
- zaborav bitka
- zaključak
- zen
- znanost

## Ž
- život